# Асовский, Виталий Александрович
Вита́лий Алекса́ндрович Асо́вский (род. 22 июня 1952, Калининград) — русский поэт, драматург, переводчик, автор нескольких пьес, рецензий и литературно-критических статей.

## Биография
В Вильнюсе живёт с 1959 года. В 1970 году окончил вильнюсскую среднюю школу № 3. В 1978 году окончил Вильнюсский государственный университет по специальности русский язык и литература. В 1977—1987 годах работал инструктором общества «Жальгирис», тренером по атлетической гимнастике.
Свои произведения в периодической печати Литвы начал публиковать в 1975 году. С 1987 года сотрудник журнала Союза писателей Литвы «Литва литературная», в настоящее время «Вильнюс» (журнал сменил название в 1989 году). С 1992 года член Союза писателей Литвы.
Работал на радио и на Литовском телевидении. В 2000—2009 годах был заведующим литературной частью Русского драматического театра Литвы. На сцене Русского драмтеатра в Вильнюсе и других театров ставился спектакль «Берег неба» режиссёра Линаса Марюса Зайкаускаса (1996), написанного Асовским совместно с Зайкаускасом по мотивам рассказов Тонино Гуэрры.

## Творчество
Дебютировал стихотворениями в периодической печати в 1975 году. Подборки стихотворений печатались в газетах «Эхо Литвы», «Голос Литвы», русской версии литовского журнала «Ряды молодёжи» (1989, № 7), журнале «Вильнюс». Первая книга стихов вышла в 1987 году.
Перевёл на русский язык стихи Йонаса Айстиса, Бернардаса Бразджёниса, Владаса Бразюнаса, Альфонсаса Буконтаса, Томаса Венцловы, Антанаса Гайлюса, Сигитаса Гяды, Ромаса Даугирдаса, Юргиса Кунчинаса, Гинтараса Патацкаса, Корнелиюса Платялиса и многих других литовских поэтов. Переводы публиковались в периодике и в сборниках литовских поэтов на русском языке. Автор также переводов белорусской (Татьяны Сапач) и польской поэзии (в частности, Чеслава Милоша, Казимеры Иллакович) и прозы.
Произведения Виталия Асовского переведены на абхазский, английский, литовский, польский, финский и другие языки.
По мнению Ромаса Даугирдаса, Асовский по-своему продолжает традицию поэтической школы Серебряного века. Его текстам свойственна классическая форма, сдержанное красноречие, сопряжение метафизического уровня со скупой деталью.

## Награды и звания
- 2013 — приз Весны поэзии за переводы поэзии.[2]
- 2015 — премия мэра Вильнюса за поэзию о Вильнюсе и книгу «Осенняя бухгалтерия».[3]

## Книги
- Новости: литовская народная песня. — Vilnius: Vyturys, 1987.
- Воздушная тропа: стихотворения. — Vilnius: Vaga, 1987.
- Вильнюсский дивертисмент. — Vilnius: Asveja, 1991.
- Вильнюсский дивертисмент: стихи. — Vilnius: Лукас, 1992.
- Другое пространство: стихи и переводы. — Vilnius: Lietuvos rašytojų sąjungos leidykla, 1998.
- Небо и ветер: стихи. — Вильнюс: Инфосюлас, 2008. — 56 с. — 300 экз. — ISBN 978-9955-628-32-3.
- Осенняя бухгалтерия: стихи литовских поэтов. — Вильнюс, 2014. — 100 с. — ISBN 978-609-95621-1-7.
- Ars Poetica? Искусство поэзии? Стихи вильнюсских поэтов в переводах Виталия Асовского. — Вильнюс: Zarzecze, 2015. — 107 с. — ISBN 978-609-95621-2-4.
- Стихи о человеке. — Вильнюс: Zarzecze, 2015. — 132 с. — ISBN 978-609-95621-4-8.

### Составитель
- Шкляр Е. «Приоткрыта одна из страниц…»: стихотворения, поэмы, переводы. — Vilnius: Saulabrolis, 2003.